# ФК «Спартак» Москва в сезоне 1937
Сезон 1937 года стал для ФК «Спартак» Москва 16-м в своей истории. В нём команда приняла участие в 3-м чемпионате страны и в розыгрыше кубка. Чемпионат «Спартак» закончил на 2 месте завоевал тем самым бронзовые медали. В кубке страны команда дошла до 1/8 финала, где только в дополнительном времени уступила ЦДКА.

## Команда

### Основной состав
| ?             | Анатолий Акимов     | Флаг СССР | 24 марта 1915    | Дукат (Москва)                     |
| ?             | Иван Рыжов          | Флаг СССР | 5 февраля 1907   | ЦДКА (Москва)                      |
| Защитники     |                     |           |                  |                                    |
| ?             | Николай Палыска     | Флаг СССР | 1 июля 1912      | Инфизкульт (Москва)                |
| ?             | Сергей Плонский     | Флаг СССР | 15 июля 1913     | Красное Знамя (Егорьевск)          |
| ?             | Виктор Соколов      | Флаг СССР | 21 марта 1911    | Динамо (Москва)                    |
| ?             | Александр Старостин | Флаг СССР | 8 августа 1903   | РГО (Москва)                       |
| ?             | Андрей Старостин    | Флаг СССР | 22 октября 1906  | Дукат (Москва)                     |
| ?             | Григорий Тучков     | Флаг СССР | 12 марта 1913    | Инфизкульт (Москва)                |
| Полузащитники |                     |           |                  |                                    |
| ?             | Николай Глазов      | Флаг СССР | 1906             | Трёхгорка (Москва)                 |
| ?             | Николай Гуляев      | Флаг СССР | 18 февраля 1915  | 1-й завод Авиахима (Москва)        |
| ?             | Николай Жигалин     | Флаг СССР | 1911             | неизвестно                         |
| ?             | Матвей Зайцев       | Флаг СССР | 1908             | Дукат (Москва)                     |
| ?             | Александр Михайлов  | Флаг СССР | 1913             | неизвестно                         |
| ?             | Гавриил Путилин     | Флаг СССР | 25 марта 1908    | Дукат (Москва)                     |
| ?             | Пётр Старостин      | Флаг СССР | 16 августа 1909  | Дукат (Москва)                     |
| Нападающие    |                     |           |                  |                                    |
| ?             | Сергей Артемьев     | Флаг СССР | 25 сентября 1909 | КОР (Москва)                       |
| ?             | Георгий Глазков     | Флаг СССР | 18 ноября 1911   | Красная Роза (Москва)              |
| ?             | Алексей Касимов     | Флаг СССР | 1914             | неизвестно                         |
| ?             | Степан Кустылкин    | Флаг СССР | 1911             | Инфизкульт (Москва)                |
| ?             | Станислав Леута     | Флаг СССР | 20 января 1903   | РГО (Москва)                       |
| ?             | Пётр Никифоров      | Флаг СССР | 1909             | неизвестно                         |
| ?             | Леонид Румянцев     | Флаг СССР | 23 февраля 1916  | К-да фабрики «Пролетарка» (Москва) |
| ?             | Виктор Семёнов      | Флаг СССР | 29 января 1915   | Торпедо (Москва)                   |
| ?             | Борис Степанов      | Флаг СССР | 1908 или 1909    | Геофизика (Москва)                 |
| ?             | Владимир Степанов   | Флаг СССР | 5 февраля 1910   | Геофизика (Москва)                 |
| ?             | Николай Тарасов     | Флаг СССР | 24 ноября 1911   | Сталинец (Москва)                  |
| ?             | Сергей Удалеев      | Флаг СССР | 1906             | Трудкоммуна № 1 (Болшево)          |
| ?             | Борис Щибров        | Флаг СССР | 1 января 1912    | Спартак (Иваново)                  |

| Константин Квашнин | Флаг СССР | 27 декабря 1899 | Главный тренер    |
| Пётр Исаков        | Флаг СССР | 1900            | Тренер            |
| Владимир Бессонов  | Флаг СССР | 1893            | Массажист         |
| Николай Филиппов   | Флаг СССР | неизвестно      | Начальник команды |

## Чемпионат СССР 1937
Основная статья: Чемпионат СССР по футболу 1937 (группа «А»)

### Результаты матчей
| 17 августа 1937 1 тур | Спартак (Москва) | 1:2 | Динамо (Киев) |  |

| 20 августа 1937 2 тур | Спартак (Москва) | 2:0 | Динамо (Тбилиси) |  |

| 23 августа 1937 3 тур | Спартак (Москва) | 3:3 | Динамо (Ленинград) |  |

| 28 августа 1937 4 тур | Металлург (Москва) | 4:0 | Спартак (Москва) |  |

| 31 августа 1937 5 тур | Спартак (Москва) | 3:1 | Локомотив (Москва) |  |

| 3 сентября 1937 6 тур | Динамо (Москва) | 0:1 | Спартак (Москва) |  |

| 6 сентября 1937 7 тур | Красная Заря (Ленинград) | 0:2 | Спартак (Москва) |  |

| 11 сентября 1937 8 тур | Спартак (Москва) | 0:0 | Динамо (Москва) |  |

| 15 сентября 1937 9 тур | Спартак (Москва) | 2:0 | Красная Заря (Ленинград) |  |

| 21 сентября 1937 10 тур | Спартак (Москва) | 2:0 | ЦДКА (Москва) |  |

| 24 сентября 1937 11 тур | Динамо (Ленинград) | 0:0 | Спартак (Москва) |  |

| 30 сентября 1937 12 тур | Динамо (Тбилиси) | 1:0 | Спартак (Москва) |  |

| 6 октября 1937 13 тур | Спартак (Москва) | 3:1 | Металлург (Москва) |  |

| 11 октября 1937 14 тур | Локомотив (Москва) | 1:2 | Спартак (Москва) |  |

| 18 октября 1937 15 тур | Динамо (Киев) | 1:1 | Спартак (Москва) |  |

| 30 октября 1937 16 тур | ЦДКА (Москва) | 2:2 | Спартак (Москва) |  |

* Нумерация туров, из-за переносов матчей, может отличаться от действительной.

### Итоговая таблица
| М | Клуб                     | И  | В | Н | П  | М     | О  |
| - | ------------------------ | -- | - | - | -- | ----- | -- |
| 1 | «Динамо» Москва          | 16 | 8 | 6 | 2  | 37-20 | 38 |
| 2 | «Спартак» Москва         | 16 | 8 | 5 | 3  | 24-16 | 37 |
| 3 | «Динамо» Киев            | 16 | 7 | 6 | 3  | 33-24 | 36 |
| 4 | «Динамо» Тбилиси         | 16 | 7 | 4 | 5  | 30-24 | 34 |
| 5 | «Металлург» Москва       | 16 | 7 | 2 | 7  | 26-21 | 32 |
| 6 | «Локомотив» Москва       | 16 | 5 | 5 | 6  | 18-20 | 31 |
| 7 | «Динамо» Ленинград       | 16 | 2 | 9 | 5  | 21-25 | 29 |
| 8 | «Красная заря» Ленинград | 16 | 4 | 4 | 8  | 17-31 | 28 |
| 9 | ЦДКА Москва              | 16 | 3 | 1 | 12 | 18-43 | 23 |

## Кубок СССР 1937
Основная статья: Кубок СССР по футболу 1937

### Основной состав

#### Результаты матчей
| 24 мая 1937 1/64 финала | Судостроитель (Сормово) | 0:3 | Спартак (Москва) |  |

| 31 мая 1937 1/32 финала | Спартак (Москва) | 3:2 (доп. время) | Трактор (Сталинград) |  |

| 7 июня 1937 1/16 финала | Спартак (Москва) | 1:1 (доп. время) | Красное Знамя (Ногинск) |  |

| 9 июня 1937 1/16 финала переигровка | Спартак (Москва) | 5:0 | Красное Знамя (Ногинск) |  |

| 13 июня 1937 1/8 финала | Спартак (Москва) | 0:1 (доп. время) | ЦДКА (Москва) |  |

### Дублирующие составы

#### Результаты матчей
| 24 мая 1937 1/64 финала | Динамо (Иваново) | 0:4 (0:3) | Спартак-Д (Москва) |  |

| 30 мая 1937 1/32 финала | Сталинец (Москва) | 2:1 (0:0) | Спартак-Д (Москва) |  |

## Чемпионат Москвы 1937

### Отборочные игры

#### Результаты
| 18 мая 1937 1 тур                                                                                               | Спартак-клубная (Москва) | 2:4 | Сталинец-клубная (Москва) |  |
| Спартак-клубная (Москва): Младшие команды: II - п:в, III - п:в, IV - ..., V - ..., детские - ..., сумма - 49:67 |                          |     |                           |  |

| 30 мая 1937 2 тур                                                                                             | Спартак-клубная (Москва) | в:п | Крылья Советов-клубная (Москва) |  |
| Спартак-клубная (Москва): Младшие команды: II - в:п, III - в:п, IV - в:п, V - в:п, детские - в:п, сумма - ... |                          |     |                                 |  |

| 6 июня 1937 3 тур                                                                                               | Металлург-клубная (Москва) | 0:4 | Спартак-клубная (Москва) |  |
| Спартак-клубная (Москва): Младшие команды: II - ..., III - ..., IV - ..., V - ..., детские - ..., сумма - 46:70 |                            |     |                          |  |

| 12 июня 1937 4 тур                                                                                              | Спартак-клубная (Москва) | 4:5 | Локомотив-клубная (Москва) |  |
| Спартак-клубная (Москва): Младшие команды: II - ..., III - ..., IV - ..., V - ..., детские - ..., сумма - 55:61 |                          |     |                            |  |

| 18 июня 1937 5 тур | Красное Знамя-клубная (Москва) | 1:2 | Спартак-клубная (Москва) |  |

#### Итоговая таблица (клубный зачет)
| М | Клуб                       | О |
| - | -------------------------- | - |
| 1 | Спартак-клубная (Москва)   |   |
| 2 | Сталинец-клубная (Москва)  |   |
| 3 | Локомотив-клубная (Москва) |   |
| 4 | Металлург-клубная (Москва) |   |
| 5 | …                          |   |

#### Итоговая таблица (команды — I)
- Нет информации

#### Итоговая таблица (команды — II)
- Нет информации

#### Итоговая таблица (команды — III)
- Нет информации

#### Итоговая таблица (команды — IV)
- Нет информации

#### Итоговая таблица (команды — V)
- Нет информации

#### Итоговая таблица (команды — детский)
- Нет информации

### Финальная стадия

#### Результаты
| 12 августа 1937 1 тур | Сталинец-клубная (Москва) | 1:1 | Спартак-клубная (Москва) |  |

| 18 августа 1937 2 тур | Спартак-клубная (Москва) | 4:2 | Локомотив-клубная (Москва) |  |

| 24 августа 1937 3 тур                                                                            | Трудкоммуна №1 (Болшево) | –:– | Спартак-клубная (Москва) |  |
| Спартак-клубная (Москва): Младшие команды: II - в:п, III - п:в, IV - п:в, V - п:в, детские - п:в |                          |     |                          |  |

| 18 сентября 1937 4 тур | Спартак-клубная (Москва) | –:– | ЦДКА-клубная (Москва) |  |

| 24 сентября 1937 5 тур                                                                                          | Спартак-клубная (Москва) | 3:1 | Сталинец-клубная (Москва) |  |
| Спартак-клубная (Москва): Младшие команды: II - ..., III - ..., IV - ..., V - ..., детские - 0:1, сумма - 73:48 |                          |     |                           |  |

| 30 сентября 1937 6 тур | Локомотив-клубная (Москва) | –:– | Спартак-клубная (Москва) |  |

| 6 октября 1937 7 тур                                                                             | Спартак-клубная (Москва) | 1:2 | Трудкоммуна №1 (Болшево) |  |
| Спартак-клубная (Москва): Младшие команды: II - 1:1, III - 5:0, IV - п:в, V - ..., детские - в:п |                          |     |                          |  |

| 18 октября 1937 8 тур | Динамо-клубная (Москва) | 2:3 | Спартак-клубная (Москва) |  |

#### Итоговая таблица (клубный зачет)
| М | Клуб                      | О   |
| - | ------------------------- | --- |
| 1 | Динамо (Москва)           | 705 |
| 2 | «Спартак» Москва          | 622 |
| 3 | ЦДКА (Москва)             | 598 |
| 4 | Трудкоммуна № 1 (Болшево) | 565 |
| 5 | Локомотив (Москва)        | 537 |
| 6 | Сталинец (Москва)         | 436 |

#### Итоговая таблица (команды — I)
- Победитель — ЦДКА-клубная (Москва)

#### Итоговая таблица (команды — II)
- Нет информации

#### Итоговая таблица (команды — III)
- Нет информации

#### Итоговая таблица (команды — IV)
- Нет информации

#### Итоговая таблица (команды — V)
- Нет информации

#### Итоговая таблица (команды — детский)
- Нет информации

## Матч со Сборной Басконии
Основная статья: Турне сборной Басконии по СССР 1937

### Перед матчем
На усиление «Спартака» были направлены Константин Малинин (ЦДКА), Григорий Федотов («Металлург» М), Петр Теренков («Локомотив»). Виктор Шиловский и Константин Щегоцкий (оба — «Динамо» Киев) присоединились к «Спартаку» после матча басков со сборной динамовских клубов.
На тренерском совете было решено перевести лидера «Спартака» Андрея Старостина с позиции центрального полузащитника в защиту для нейтрализации ведущего игрока гостей Лангары. Усиленный «Спартак» провел 2 контрольных матча, в которых легко обыграл команду Трудкоммуны № 1 — 6:0 и 4:0. Перед игрой с басками «спартаковцы» подверглись усиленному партийному давлению, смысл которого сводился к одному — они должны выиграть матч.

### Ход матча
Игра началась 8 июля на стадионе «Динамо» с опозданием на 8 минут. Оказалось, что спартаковцы застряли в пробке. На игру команду «Спартак» решили доставить на четырёх огромных открытых «линкольнах», предоставленных директором автобазы «Интурист» Николаем Ивановым, в прошлом известным конькобежцем. По дороге старые покрышки начали лопаться, произошли задержки из-за смены колес, а одну машину пришлось оставить. При подъезде к стадиону «Динамо» автомобили угодили в пробку, орудовец по просьбе команды разрешил ехать по встречной полосе движения. Футболисты начали переодеваться в машинах. В 19:08 кортеж миновал Северные ворота Петровского парка; а у служебного подъезда им грозил кулаком комсомольский руководитель Косарев.
Первый тайм проходил в обоюдоострой равной борьбе. К перерыву счет был 2:2. Во 2-м тайме спартаковцы заиграли активнее и забили 4 мяча. Матч был выигран 6:2.
По мнению очевидцев, на ход матча повлияло некачественное судейство Космачева, который подсуживал «Спартаку» и назначил необоснованный пенальти. Необъективность судьи признал комитет физкультуры. Через несколько дней после игры в «Красном спорте» появилась небольшая заметка о дисквалификации Космачева в связи с неудовлетворительным судейством матча «Спартака» со сборной Басконии и выводе его из Всесоюзной судейской коллегии. По утверждению некоторых источников, из-за необъективного судейства матч омрачило скандальное событие — уход гостей с поля. Так, уточняется, что во 2-м тайме, после назначенного на 57 минуте в их ворота пенальти, баски покинули поле. Игра была прервана на 40 минут и только вмешательство Молотова позволило продолжить игру.

### Результат матча
| 8 июля 1937 | Спартак (Москва)                                                                              | 6:2 (2:2) | Сборная Басконии           | Москва                                                         |
| | Федотов 14′ · Степанов 31′ · Шиловский 57′ пен. · Степанов 67′ · Шиловский 68′ · Степанов 86′ |           | Лангара 27' Ирарагорри 40' | Стадион: «Динамо» Зрителей: 90 000 Судья: Иван Космачев (СССР) |
| Спартак (Москва): Акимов, Вик. Соколов, Ан. Старостин (к, с 46-й м.) , Ал-др. Старостин (к) (Сер. Артемьев,46), Михайлов (Леута, 2), Малинин, Шиловский, Степанов, Семенов (Теренков,46), Щегоцкий, Федотов. Тренер К.Квашнин. Сборная Басконии: Бласко, Аресу, Аэдо, Силаурен, Мугуэрса, Эчебарриа, Горостиса, Луис Регейро (к), Лангара, Ирарагорри, Субиэта. |                                                                                               |           |                            |                                                                |

## Первенство ДСО «Спартак»

### Результаты матчей
| 6 июля 1937 1 тур | Спартак (Калинин) | 0:2 | Спартак (Москва) |  |

| 20 июля 1937 2 тур | Спартак (Иваново) | 1:2 | Спартак (Москва) |  |

| 25 июля 1937 3 тур | Спартак (Сталинград) | 0:4 | Спартак (Москва) |  |

| 30 июля 1937 4 тур | Спартак (Ташкент) | 2:6 | Спартак (Москва) |  |

| 1 августа 1937 5 тур | Спартак (Куйбышев) | 1:3 | Спартак (Москва) |  |

| 6 августа 1937 6 тур | Спартак (Саратов) | 2:9 | Спартак (Москва) |  |

| 22 августа 1937 7 тур | Спартак (Москва) | 1:0 | Спартак (Харьков) |  |

| 2 сентября 1937 8 тур | Спартак (Ленинград) | 0:1 | Спартак (Москва) |  |

| киевляне снялись с розыгрыша и матч не состоялся | Спартак (Киев) | –:– | Спартак (Москва) |  |

Прим.: «Спартак» стал победителем турнира, играя как основным, так и смешанным составом.

## Всемирная Рабочая Олимпиада 1937

### Результаты матчей
| 29 июля 1937 1/8 финала (группа «Б») | Спартак (Москва) | 8:0 | Рабочий спорсоюз |  |

| 30 июля 1937 1/4 финала (группа «Б») | Спартак (Москва) | 7:1 | Сб. ФСЖТ |  |

| 31 июля 1937 1/2 финала (группа «Б») | Спартак (Москва) | 2:1 | Рабочая сб. Каталонии |  |

| 1 августа 1937 Финал | Спартак (Москва) (победитель группы «Б») | 2:0 | Рабочий спортсоюз (победитель группы «А») |  |

## Международный Кубок Мира (в рамках всемирной выставки в Париже)

### Результаты матчей
| 4 августа 1937 1/2 финала | Спартак (Москва) | 4:0 | Рабочий спортсоюз |  |

| 8 августа 1937 Финал | Спартак (Москва) | 2:0 | Рабочая сб. Каталонии |  |

## Товарищеские матчи

### Основной состав
| 6 апреля 1937 | Спартак (Сухуми) | 2:11 | Спартак (Москва) |  |

| 19 апреля 1937 | Динамо (Сухуми) | 1:5 | Спартак (Москва) |  |

| 24 апреля 1936 | Динамо (Ростов-на-Дону) | 3:3 | Спартак (Москва) |  |

| 30 апреля 1937 | Спартак (Москва) | 2:2 | Крылья Советов (Москва) |  |

| 1 мая 1937 | Спартак (Москва) | 1:1 | Сталинец (Москва) |  |

| 2 мая 1937 | Красное Знамя (Орехово-Зуево) | 3:5 | Спартак (Москва) |  |

| 7 мая 1937 | Спартак (Москва) | 3:0 | ЦДКА (Москва) |  |

| 9 мая 1937 | Спартак (Рязань) | 3:10 | Спартак (Москва) |  |

| 12 мая 1937 | Спартак (Москва) | 0:0 | Локомотив (Москва) |  |

| 15 мая 1937 | Спартак (Калинин) | 1:2 | Спартак (Москва) |  |

| 20 мая 1937 | Спартак (Москва) | 1:1 | Торпедо (Москва) |  |

| 17 июня 1937 | Спартак (Москва) | 2:2 | Динамо (Ленинград) |  |

| 26 июня 1937 | Металлург (Москва) | 2:2 | Спартак (Москва) |  |

| до 8 июля 1937 | Трудкоммуна №1 (Болшево) | 0:6 | Спартак (Москва) |  |

| до 8 июля 1937 | Трудкоммуна №1 (Болшево) | 0:4 | Спартак (Москва) |  |

| 15 июля 1937 | Красное Знамя (Орехово-Зуево) | 2:7 | Спартак (Москва) |  |

| 9 ноября 1937 | Красное Знамя (Орехово-Зуево) | 3:1 | Спартак (Москва) |  |

### Дублирующий состав
| 17 апреля 1937 | Пищевик (Сухуми) | 1:7 | Спартак-Д (Москва) |  |

| 23 апреля 1937 | Динамо-Д (Ростов-на-Дону) | 0:3 | Спартак-Д (Москва) |  |

| 30 апреля 1937 | Спартак-Д (Москва) | 2:3 | Крылья Советов-Д (Москва) |  |

| 6 мая 1937 | Трудкоммуна №1 (Болшево) | 5:2 | Спартак-Д (Москва) |  |

| 20 июня 1937 | ... (Обухово) | 2:4 | Спартак-Д (Москва) |  |

| 26 июля 1937 | Трактор (Сталинград) | 2:0 | Спартак-Д (Москва) |  |

| 27 июля 1937 | Динамо (Сталинград) | 2:4 | Спартак-Д (Москва) |  |

| 30 сентября 1937 | К/х Коллективист (Коломенский р-н, М.о.) | 1:7 | Спартак-Д (Москва) |  |

## Статистика

### «Сухие» матчи
Включает в себя все официальные игры. Список отсортирован по итоговому результату.
| Поз. | Нац.      | Номер | Имя             | Чемпионат | Кубок | Итого |
| ---- | --------- | ----- | --------------- | --------- | ----- | ----- |
| 1    | Флаг СССР | ?     | Анатолий Акимов | 7         | 2     | 9     |
| 2    | Флаг СССР | ?     | Иван Рыжов      | 0         | 0     | 0     |
|      |           |       | ВСЕГО           | 7         | 2     | 9     |